# Нарцисс (мифология)
Нарци́сс, точнее Нарки́сс (лат. Narcissus ← др.-греч. Νάρκισσος) — в древнегреческой мифологии сын речного бога Кефиса и нимфы Лириопы (Лаврионы), либо сын Эндимиона и Селены, ставший символом юношеской гордыни и самовлюбленности.

## Сюжет мифа

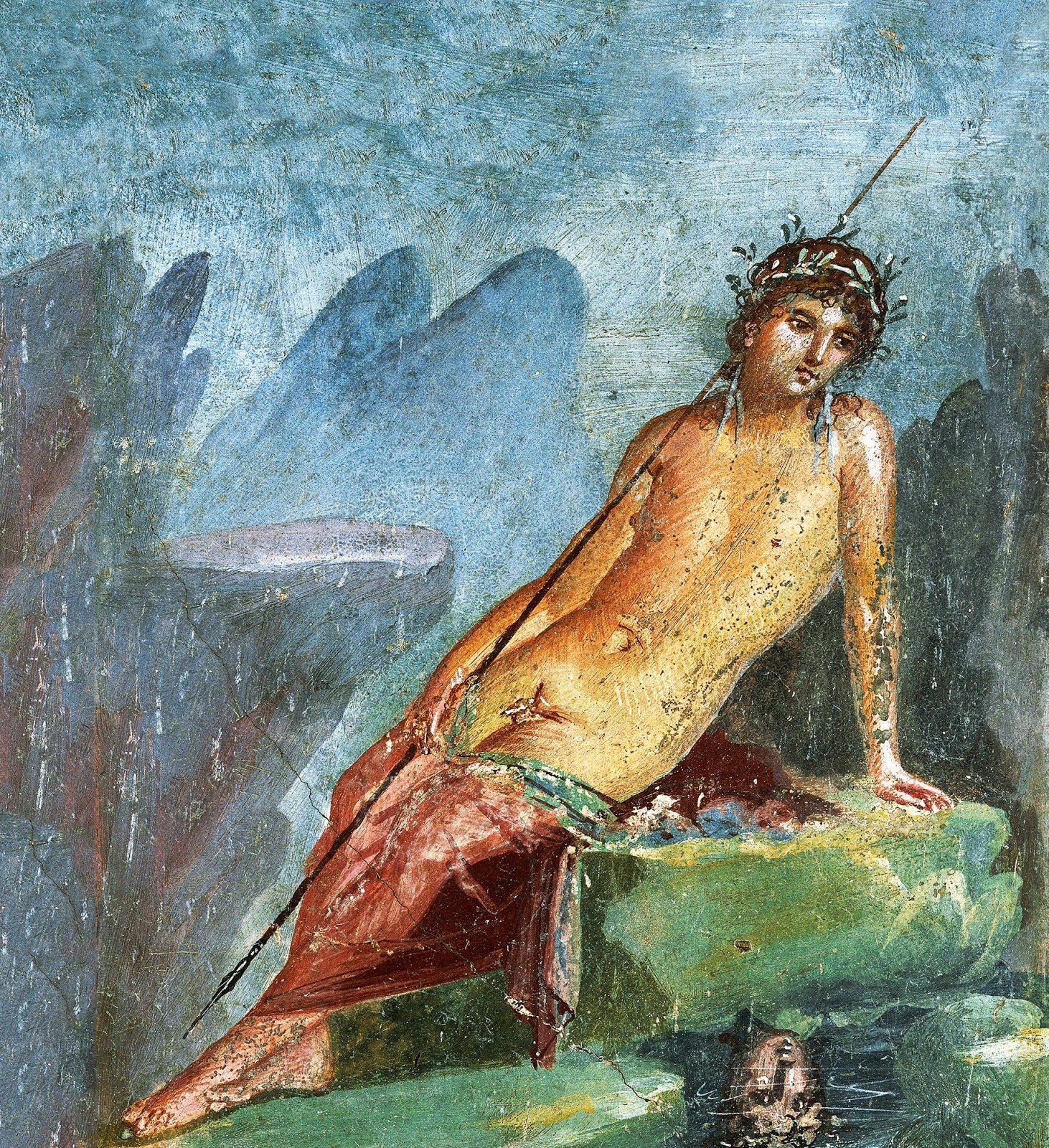
Нарцисс, фреска из Помпей

Тиресий предсказал Нарциссу, что тот будет жить долго, «коль сам он себя не увидит». В Нарцисса были влюблены многие юноши и девушки, но он с пренебрежением отвергал их. Когда Нарциссу было шестнадцать лет («Вот к пятнадцати год прибавить мог уж Кефисий, Сразу и мальчиком он и юношей мог почитаться».), его полюбила горная нимфа Эхо или, в другом варианте, юноша Аминий. Прекрасный, но холодный и гордый, он отвергает их любовь. Во всех версиях отвергнутые влюбленные страдают и теряют жизнь или телесный облик: Аминий кончает с собой перед домом Нарцисса, от нимфы Эхо остается лишь голос. Отвергнутые взывают к богам (в частности, к Немезиде), прося наказать Нарцисса («Пусть же полюбит он сам, но владеть да не сможет любимым!»), и та внимает их просьбам. Во время очередной охоты Нарцисс видит в реке своё отражение и влюбляется в самого себя, причем так сильно, что не может больше расстаться со своим отражением и умирает от голода и страдания. По другой версии, он срывается с берега и тонет в реке. Когда нимфы приходят за его телом, на том месте, где оно должно было быть, вырастает красивый цветок нарцисс. Наяды оплакивают его.

## Интерпретации и символический смысл
Имя Нарцисса уже в античности стало нарицательным и стало символизировать гордость и самовлюблённость. Согласно одному из античных толкователей, близких платонизму, Нарцисс увидел «в текущей природе материи свою собственную тень, то есть внутри материи — живое существо, которое является последним образом истинной души, и постаравшись обнять эту душу, как свою собственную (то есть, возлюбив живое существо ради него самого), он задохнулся, утонув, как если бы погубил истинную душу».
Имя Нарцисса в европейских культурах стало нарицательным обозначением эгоиста, а также послужило источником для обозначения особенностей поведения, расстройств личности, сексуальных отклонений, характеризующихся фокусированием на собственной индивидуальности, личных переживаниях и эмоциях в сочетании с пренебрежением интересов и переживаний других.

## Античные источники

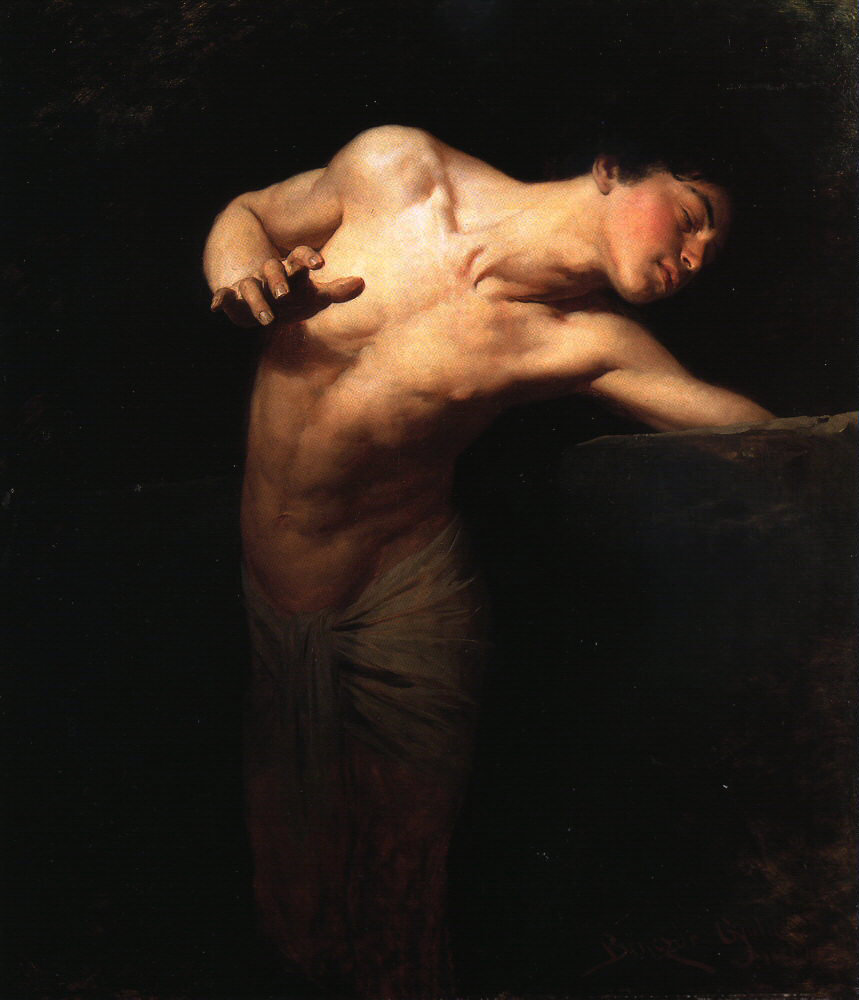
Дьюла Бенчур «Нарцисс»

До нас дошло несколько версий этого мифа.
- Классическая версия сюжета о нимфе Эхо и Нарциссе отражена в 3-й книге «Метаморфоз» (стихи 339—510) Публия Овидия Назона (8 г. н. э.)[8]. Согласно этому источнику, Нарцисс, пятнадцатилетний сын Кефиса и Лириопеи шел по лесу, где его заметила горная нимфа Эхо, которая тут же влюбилась в него и пошла за ним следом. Нарцисс, обнаружив, что его преследуют, вскрикнул: «Кто здесь?», и нимфа повторила его слова. Вскоре она обнаружила себя и попыталась заключить Нарцисса в объятия, но тот холодно отверг ухаживания Эхо и прогнал её. Несчастная нимфа провела остаток жизни в страданиях, её тело увядало до тех пор, пока от неё не остался только голос, способный лишь на повторение других звуков. Богиня мщения Немезида, отвечая на мольбы одного из отвергнутых, обрекла юношу влюбиться в собственное отражение. Спустя некоторое время Нарцисс, отдыхая от охоты в лесной чаще, решил утолить жажду в источнике с зеркально спокойной водой, в котором юноша увидел самого себя. Не отдавая себе отчета в том, что это — лишь отражение, он влюбился в свой образ. В конце концов он умер от истощения, осознав невозможность взаимной любви к самому себе, а на месте его тела вырос цветок нарцисса.
- Более ранняя версия, сравнительно недавно обнаруженная среди оксиринхских папирусов и приписываемая Парфению Никейскому, восходит к 50-м гг. до н. э. Она заканчивается самоубийством Нарцисса.
- Версия греческого мифографа Конона, современника Овидия, также завершается самоубийством Нарцисса, однако в ней фигурирует юноша Аминий, чью любовь, как, впрочем, и любовь многих других юношей, отверг Нарцисс. Аминий на пороге дома Нарцисса бросился на меч, который вручил несчастному Нарцисс. Перед этим отчаянным поступком Аминий взмолился богам и попросил наказать надменного за все причиненные им страдания[9]. Век спустя этот сюжет с изменениями в прозаической форме изложил Павсаний, автор путевых наблюдений и заметок под названием «Описание Эллады» (др.-греч. Περιήγησις τῆς Ἑλλάδος), с доверием и полнотой записывавший ходячие мифологические сюжеты. Согласно Павсанию, в местности Донакон («Тростниковое ложе») в земле феспийцев есть родник, у которого якобы умер Нарцисс. Согласно этой легенде, у Нарцисса была сестра-близнец, похожая на него как две капли воды. Нарцисс был влюблен в неё, а когда она внезапно умерла, он стал ходить к источнику и смотреть в воду, представляя, будто он видит её. Этим он утешался, пока не умер[10].

## В искусстве

### В музыке
- 1911 год — одноактный балет «Нарцисс и Эхо» на музыку Н. Черепнина
- 1951 год — метаморфоза «Нарцисс», пятая из «Шести метаморфоз по Овидию» Бенджамина Бриттена для гобоя соло
- 1960 год — хореографическая миниатюра «Нарцисс» на музыку Н. Черепнина, хореография К. Голейзовского («Вечер новых хореографических миниатюр», Большой театр, первый исполнитель — Владимир Васильев)
- 1991 год — песня «Narcissus» японской рок-группы BUCK-TICK
- 2008 год — песня «Narcissus» греческой симфоник дэт-метал группы Septicflesh

### В литературе
- 2015 год — роман «Белые нарциссы» (Narcisi bianchi) итальянского писателя Сабрина Гатти (Sabrina Gatti)

### В живописи
- 1594—1596 — картина Караваджо «Нарцисс у реки»
- 1819 год — картина Карл Павлович Брюллов «Нарцисс, смотрящийся в воду»
- 1903 год — картина Джона Уильяма Уотерхауса «Эхо и Нарцисс»
- 1937 год — картина Сальвадора Дали «Метаморфозы Нарцисса»